# Andrés Chitiva
Andrés Chitiva Espinoza (Bogotà, 13 agosto 1979) è un ex calciatore colombiano, di ruolo centrocampista.

## Carriera

### Club
Nel 1999, a 20 anni, debutta in Colombia con il Club Deportivo Los Millonarios di Bogotà, con il quale gioca per una stagione; nel 2001 si trasferisce al Pachuca Club de Fútbol, con il quale vince la Copa Sudamericana 2006.

### Nazionale
Ha giocato la Copa América 2007 con la Colombia.

## Palmarès

### Club

#### Competizioni nazionali
- Campionato messicano: 2

Pachuca: Clausura 2006, Clausura 2007

#### Competizioni internazionali
- CONCACAF Champions' Cup: 2

Pachuca: 2007, 2008
- Coppa Sudamericana: 1

Pachuca: 2006
- North American SuperLiga: 1

Pachuca: 2007